# Maarja Kangro

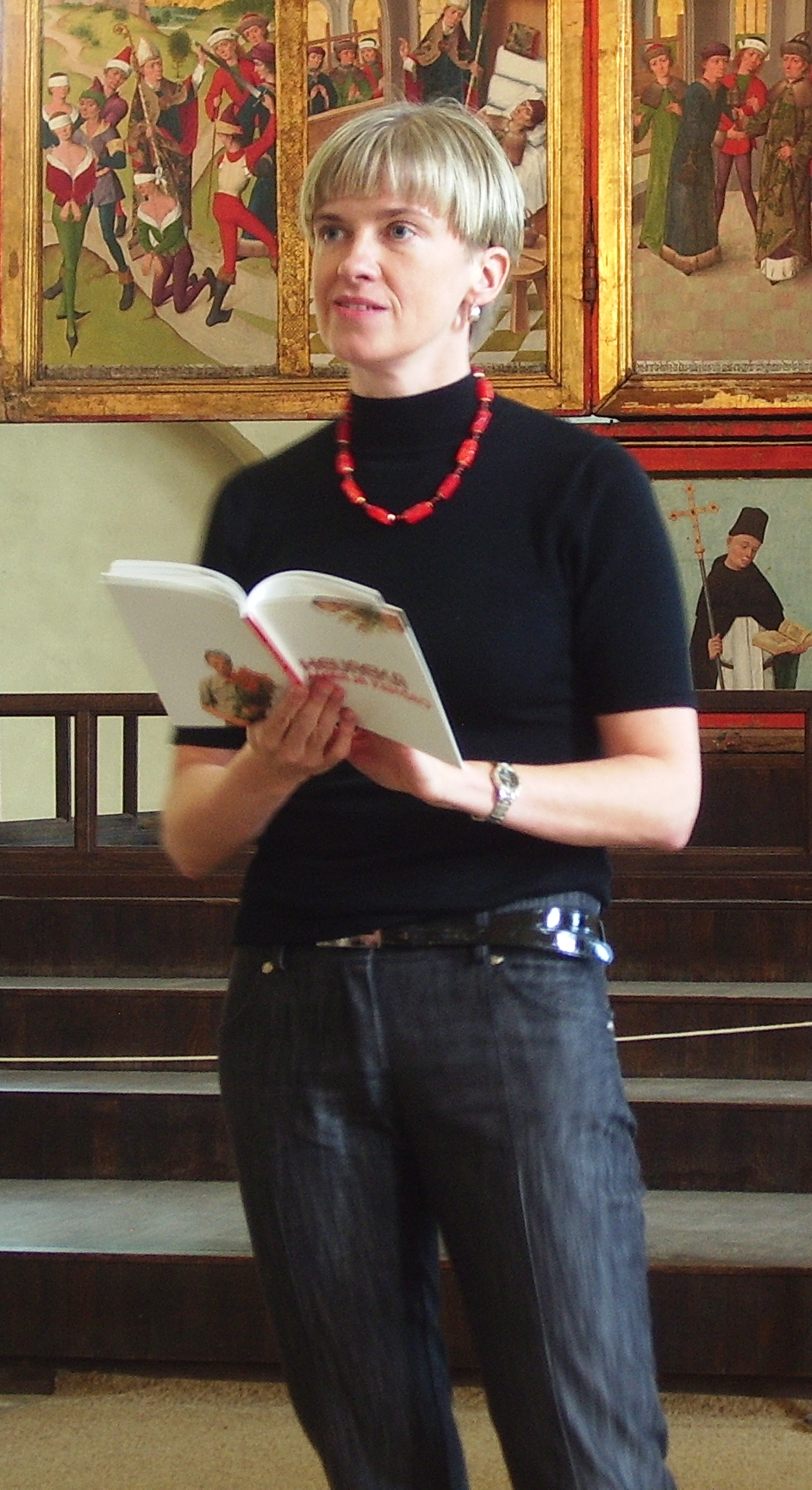
Maarja Kangro (2009)

Maarja Kangro (ur. 20 grudnia 1973 w Tallinnie) – estońska poetka, pisarka i tłumaczka. 
Jej rodzicami są poetka Leelo Tungal oraz kompozytor Raimo Kangro. Studiowała filologię angielską na Uniwersytecie w Tartu, po ukończeniu studiów rozpoczęła doktorat na Uniwersytecie Tallińskim. Tłumaczy na język estoński z języka włoskiego, niemieckiego i angielskiego (m.in. utwory Umberto Eco, Hansa Magnusa Enzensbergera, Andrei Zanzotto oraz Valerio Magrelli. 
Pierwszy zbiór jej poezji, zatytułowany Kurat ornal lumel,  został wydany w 2006 roku. Oprócz wierszy pisze także opowiadania oraz libretta do utworów muzycznych (m.in. autorstwa jej ojca). Jej opowiadania zostały dwukrotnie wyróżnione Nagroda im. Friedeberta Tuglasa: w roku 2011 opowiadanie zatytułowane "48 tundi" opublikowane w czasopiśmie Looming oraz (w 2014 roku) "Atropose Opel Meriva" opublikowane w Vikerkaar. 

## Wybrana twórczość
- Kurat ornal lumel (zbiór wierszy, 2006)
- Puuviljadraakon (książka dla dzieci, 2006)
- Tule mu koopasse, mateeria (zbiór wierszy, 2007)
- Heureka (zbiór wierszy, 2008)
- Ahvid ja solidaarsus (opowiadania, 2010)
- Kunstiteadlase joulupuu (zbiór wierszy, 2010)
- Dantelik auk (opowiadania, 2012)
- Must tomat (zbiór wierszy, 2013)
- Hüppa tulle (opowiadania, 2014)
- Klaaslaps (2016)

## Źródła
- Biogram w Estonian Literature Center